# Miranda de Azán
Miranda de Azán és un municipi de la província de Salamanca a la comunitat autònoma de Castella i Lleó. Limita a l'Oest i Nord amb Aldeatejada, a l'Est amb Arapiles i al Sud amb Mozárbez.

## Demografia
| 1991 | 1996 | 2001 | 2004 |
| ---- | ---- | ---- | ---- |
| 125  | 351  | 343  | 375  |